# Çağan Efe Ak
Çağan Efe Ak (* 6. Juni 2007 in Istanbul) ist ein türkischer Schauspieler. Bekannt wurde er durch die Serie Tozkoparan İskender.

## Leben und Karriere
Ak wurde am 6. Juni 2007 in Istanbul geboren. Ak gab sein Debüt 2015 in der Serie Muhteşem Yüzyıl Kösem. Danach bekam er eine Rolle in dem Film Bir Gün Bir Çocuk. Zudem trat Ak in der Sendung Güldüy Güldüy Show auf. Seine erste Hauptrolle war die Fernsehserie Tozkoparan İskender, die im Jahr 2021 auf TRT 1 ausgestrahlt wurde.

## Filmografie
Filme
- 2016: Bir Gün Bir Çocuk
- 2018: Deliler: Fatih'in Fermanı
- 2018: Ailecek Şaşkınız
- 2021: Tozkoparan İskender: 1071
- 2021: Tozkoparan İskender: Zafer
- 2024: Kardeş takımı

Serien
- 2015: Muhteşem Yüzyıl Kösem
- 2016: İçerde
- 2021: Tozkoparan İskender

Sendungen
- 2016: Güldüy Güldüy Show